# Angel Penna
Angel Penna, Sr. (30 septembre 1923 - 15 janvier 1992) est un entraîneur argentin de chevaux de courses, spécialisé dans les courses de plat. Membre du Hall of Fame des courses américaines, il connut ses plus grands succès en Europe avec l'écurie Wildenstein dans les années 70.

## Carrière
Né à Buenos Aires dans une famille dédiée aux chevaux de course (son père, son beau-père et son oncle sont eux-mêmes entraîneurs), Angel Penna commence comme assistant de son père avant de s'installer à son compte en 1942, à 19 ans. Dix ans plus tard, il est tête de liste des entraîneurs en Argentine, et en 1954 tête de liste au Venezuela, où il a posé ses valises. En parallèle, il commence à envoyer ses chevaux courir aux États-Unis et, fort de ses succès, décide de s'y installer en 1961. Bold Reason, lauréat en 1971 de l'American Derby, du Hollywood Derby et des Travers Stakes, l'aide à se faire un nom et il décide de tenter l'aventure en France, où il apparaît dans les programmes en 1972, invité par la comtesse Batthyany, la propriétaire du haras du Bois Roussel, à diriger sa prestigieuse écurie. La même année, il a déjà remporté la plus grande course du monde, le Prix de l'Arc de Triomphe avec San San pour le compte du même propriétaire que Bold Reason, le millionnaire américain Harry F. Guggenheim.
Débauché par Daniel Wildenstein, Angel Penna devient en 1973 l'entraîneur de l'écurie à la casaque bleue. Et touche aussitôt une fameuse championne, Allez France, qui lui offre un deuxième Arc en 1974. La même année, il décroche le titre de tête de liste des entraîneurs en France. Les quatre années que dure l'association Wildenstein/Penna sont l'âge d'or de l'écurie, qui enrichit son palmarès d'une multitude de courses de groupe européens, dont trois classiques anglais raflés pour la seule année 1976 : Flying Water dans les 1000 Guinées, Pawneese dans les Oaks et Crow dans le St. Leger. Wildenstein dira d'ailleurs de l'Argentin qu'il est le meilleur entraîneur avec lequel il a travaillé. En 1978 l'entraîneur argentin repart aux États-Unis, où il emmène quelques chevaux appartenant à Daniel Wildenstein dont Flying Water, qui connaîtra hélas un destin tragique, et Waya, qui lui offre trois groupe 1. Embauché par un autre célèbre propriétaire, Ogden Phipps, il remporte de nombreux succès et, en 1988, il se voit admis au prestigieux Hall of Fame des courses américaines.
Angel Penna meurt à 68 ans en janvier 1992 à Old Westbury, New York, où il avait élu domicile. Son fils, Angel Penna, Jr., né en 1948, a embrassé la même carrière d'entraîneur, avec succès lui aussi.

## Palmarès sélectif
France
- Prix de l'Arc de Triomphe – 2 – San San (1972), Allez France (1974)
- Prix de Diane – 2 – Pawneese (1976), Madelia (1977)
- Poule d'Essai des Pouliches – 2 – Mata Hari (1972), Madelia (1977)
- Prix Jacques Le Marois – 3 – Lianga (1975), Gravelines (1976), Flying Water (1977)
- Prix Morny – 2 – Filiberto (1972), Broadway Dancer (1974)
- Prix Vermeille – 2 – San San (1972), Paulista (1974)
- Prix Ganay – 2 – Allez France (1974, 1975)
- Prix du Moulin de Longchamp – 2 – Mount Hagen (1974), Gravelines (1976)
- Prix Maurice de Gheest – 2 – Lianga (1974), Flying Water (1977)
- Prix d'Ispahan – 1 – Allez France (1974)
- Prix de l'Abbaye de Longchamp – 1 – Lianga (1975)
- Prix de l'Opéra – 1 – Waya (1977)
- Prix du Cadran – 1 –  Buckskin (1977)
- Prix Saint-Alary – 1 – Madelia (1977)

 Royaume-Uni
- Oaks – 1 – Pawneese (1976)
- 1000 Guinées – 1 – Flying Water (1976)
- St. Leger Stakes – 1 – Crow (1976)
- King George VI and Queen Elizabeth Diamond Stakes – 1 – Pawneese (1976)
- Prince of Wales's Stakes – 1 – Gift Card (1973)
- Haydock Park Sprint Cup – 1 – Lianga (1975)
- July Cup – 1 – Lianga (1975)
- Lockinge Stakes – 1 – El Rastro (1976)
- Champion Stakes – 1 – Flying Water (1977)

 États-Unis
- Man O' War Stakes – 2 – Czar Alexander (1968), Waya (1978)
- American Derby – 1 – Bold Reason (1971)
- Hollywood Derby – 1 – Bold Reason (1971)
- Travers Stakes – 1 – Bold Reason (1971)
- Turf Classic – 1 – Waya (1978)
- Diana Stakes – 1 – Waya (1978)
- Manhattan Handicap – 1 – Fluorescent Light (1979)
- Frank E. Kilroe Mile – 1 – Fluorescent Light (1979)
- Personal Ensign Stakes – 1 – Relaxing (1980)
- Belmont Oaks – 1 – Banner Gala (1981)
- Cotillion Handicap – 1 – Silent Turn (1987)
- Turf Classic – 1 – Equalize (1989)

 Canada
- Canadian International Stakes – 1 – Southjet (1986)